# Tháp Dömötör

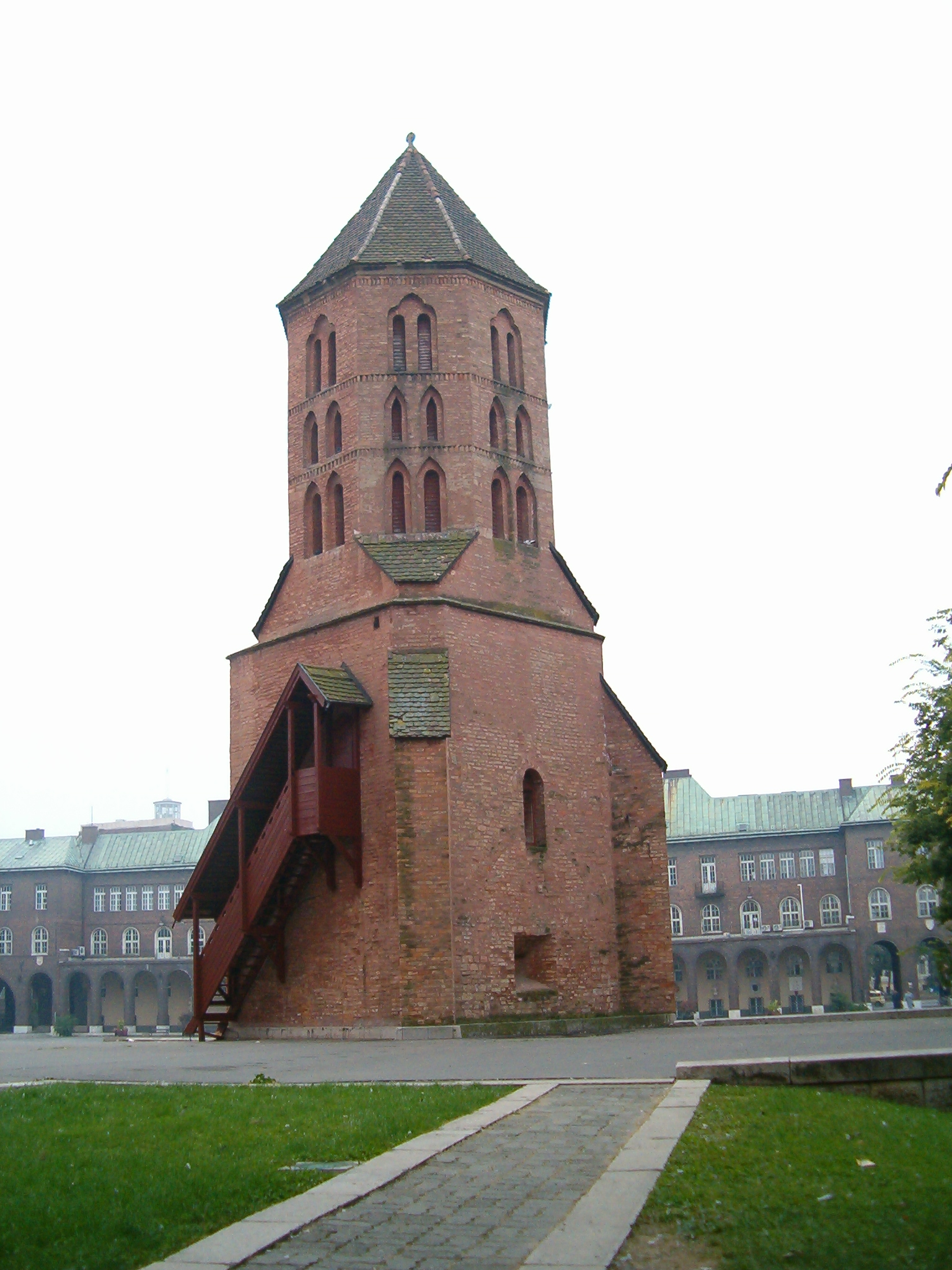
Tháp Dömötör

Tháp Dömötör là công trình kiến trúc lâu đời nhất ở Szeged, Hungary, với quá trình xây dựng trải dài qua ba thế kỉ. Vào thế kỉ 11, phần móng của toà tháp hoàn thiện, tuy nhiên mãi đến thế kỉ 12 phần dưới của toà tháp theo phong cách Romanesque mới tiến hành xây dựng. Cuối cùng, quá trình xây dựng kết thúc vào thế kỉ 13 với phần trên của toà tháp mang đậm kiến trúc Gothic. Công trình này từng là một phần của ngôi đền Szent Dömötör (nhà thờ Thánh Demetrius), nhưng ngày nay vị trí của nó là ở Quảng trường Dóm, phía trước một nhà thời lớn hơn có tên Nhà thờ Szeged. Năm 1926, phần trên của ngọn tháp tái xây dựng lại khiến cho nét kiến trúc của tháp có nét tương đồng với một vài công trình kiến trúc ở miền Nam nước Pháp và trên lãnh thổ của Đế chế Byzantine trước đây.

## Đặc trưng
Phần trên toà tháp có 48 ô cửa sổ nhọn, xếp thành ba hàng, mỗi hàng gồm mười sáu ô cửa chia đều ra tám cạnh của bức tường hình bát giác. Phần chân tháp, một cánh cổng ban đầu được thay thế bằng nhà nguyện vào năm 1931. Phía trên cổng là một bản sao của tác phẩm điêu khắc cổ nhất ở Szeged là "Kőbárány" (một agnus dei, tức là Chiên của Chúa) từ đầu thế kỷ 12. Sau này bản sao thay thế tác phẩm điêu khắc ban đầu vào năm 1991.
Bên trong tháp, có một bức bích họa của Vilmos Aba-Novák về chủ đề lễ rửa tội của người Hungary vào thế kỷ 11. Nhà nguyện bên trong tháp cũng không còn sử dụng do nấm mốc trên các bức tường.

### Cánh cổng sự sống
"Cổng sự sống" là tác phẩm của János Bille, thực hiện vào năm 1931. Nó đem đến lời giải thích về cuộc sống của người theo đạo Thiên chúa thông qua các biểu tượng. Thông qua hai con số "1272" và "1931" trên tường nhiều người ban đầu cho rằng nó đại diện cho năm xây dựng của từng phần trên toà tháp. Tuy nhiên, còn có 20 biểu tượng chữ, biểu tượng đầu tiên là Alpha và biểu tượng cuối cùng là Omega mà theo Chúa Giêsu Kitô, Alpha và Omega là biểu tượng của sự sinh ra và cái chết.

## Sách
- Somorjai Ferenc: Szeged és környéke. 2012 United p.c. ISBN 978-8490159071
- Csongrád megye építészeti emlékei. szerk.: Tóth Ferenc, Szeged 2000. ISBN 963 7193 28 6

46°14′55″B 20°08′55″Đ / 46,2486°B 20,14854°Đ